# Aristotele e l'anello di bronzo
Aristotele e l'anello di bronzo (Aristotle and the Ring of Bronze) è un romanzo del 2003 della scrittrice canadese Margaret Doody, un giallo storico ambientato ad Atene nel IV secolo a.C. durante la spedizione in Oriente da parte di Alessandro il Grande.

## Trama
La vicenda prende il via quando Blepiro, un bronzista veterano di guerra, viene accusato dal cugino Kremes di fingere la propria invalidità per ottenere una pensione cittadina. Blepiro lavora il bronzo nella sua bottega, circondato da una compagnia eterogenea di individui ai margini della società, tra cui il liberto e prostituto Formisio, la sorella Stratola, anch'essa prostituta, e il vicino ramaio Dessilao. La loro presenza suscita il disprezzo di Kremes e dell’ambizioso politico Callicle, entrambi intenzionati a mettere in cattiva luce Blepiro, considerato un imbroglione.
Quando Blepiro subisce un grave incidente in cui rischia di morire per una colata di metallo fuso, Aristotele e il suo discepolo Stefanos sospettano che dietro l'apparente incidente si celi un tentativo di omicidio, parte di un complotto più ampio. I loro sospetti saranno confermata dall'omicidio di Polieutto, amico di Formisio.
Il complotto ai danni del bronzista vede coinvolti Kremes e Dessilao: il primo deditore di Saurias, il secondo avido dei tesori che l'antenato orafo di Blepiro ha lasciato nascosti all'interno della bottega

## Edizioni
- Margaret Doody, Aristotele e l'anello di bronzo, collana La memoria, traduzione di Rosalia Coci, Sellerio, 2003,  p. 157, ISBN 8838919046.